# Anji Hunter
Angela Margaret Jane Hunter, baronne Hunter d'Auchenreoch (née le 29 juillet 1955) est une conseillère en relations publiques écossaise. Elle est connue pour son partenariat étroit avec l'ancien Premier ministre Tony Blair.

## Jeunesse
Hunter est née à Kuala Lumpur, en Malaisie, alors sous le contrôle de l'Empire britannique. Son père, le major Arthur John Hunter, est directeur d'une plantation d'hévéas et est décoré MBE pour son service auprès du Special Operations Executive en Birmanie pendant la Seconde Guerre mondiale.
Hunter fait ses études à l'école St Leonards de St Andrews, en Écosse et à St. Clare's, au collège d'Oxford. Elle rencontre Tony Blair pour la première fois alors qu'elle est encore en Écosse, à l'âge de 15 ans.
Elle obtient une licence en histoire et en anglais en 1988 à l'Université de Brighton.

## Carrière
Après avoir obtenu son diplôme, Hunter commence à travailler comme assistante parlementaire pour Tony Blair, alors député. Elle devient directrice des relations gouvernementales pour le gouvernement de Blair en 1997 et est décrite comme « la personne non élue la plus influente de Downing Street ».
En 2001, elle quitte Downing Street pour devenir directrice de la communication de la compagnie pétrolière et gazière BP en 2002. En 2009, elle est nommée directrice des affaires extérieures d'Anglo American plc. En 2013, Hunter rejoint le cabinet international de conseil en relations publiques et en marketing Edelman,.
En décembre 2024, elle est nommée pair à vie et entre la Chambre des Lords en tant que pair travailliste le 5 février 2025.

## Vie privée
Hunter épouse le paysagiste Nick Cornwall en 1980. Le couple a deux enfants. En juillet 2002, il est rapporté que Hunter est en couple avec le rédacteur politique de Sky News, Adam Boulton. Cornwall et Hunter ont ensuite divorcé, et Hunter épouse Boulton en 2006.